# Маргарян, Вааг Гургенович
Вааг Гургенович Маргарян (род. 3 марта 1996) — российский борец греко-римского стиля, победитель и призёр первенств Европы среди молодёжи, призёр международных турниров, призёр чемпионатов России и Кубка России, призёр Гран-при Ивана Поддубного, мастер спорта России международного класса. Выступал в весовых категориях до 82 и 87 кг. На внутрироссийских соревнованиях представляет Красноярский край.

## Основные достижения
- Гран-при Ивана Поддубного 2018 года — ;
- Чемпионат России по греко-римской борьбе 2018 года — ;
- Чемпионат России по греко-римской борьбе 2019 года — ;
- Чемпионат России по греко-римской борьбе 2020 года — ;
- Чемпионат России по греко-римской борьбе 2021 года — ;
- Чемпионат России по греко-римской борьбе 2022 года — ;